# Коутны, Ян
Ян Ко́утны (чеш. Jan Koutný; 23 сентября 2002) — чешский футболист, вратарь клуба «Сигма».

## Клубная карьера
Коутны является воспитанником «Сигмы». В сезоне 2024/25 он дебютировал в первой команде, проведя три матча в чемпионате Чехии. Кроме того, регулярно играет за «Сигму B» во втором дивизионе. Также участвовал в Кубке Чехии, отыграв несколько матчей.

## Карьера в сборной
В 2024 году Коутны получил вызов в сборную Чехии (U20), за которую провёл несколько встреч.
5 июня 2025 года был включен в окончательную заявку молодёжной сборной Чехии на молодёжный чемпионат Европы 2025. Сборная вылетела на групповой стадии, а Коутны просидел все 3 игры на скамейке запасных.